# Ромейки (Вілейський район)
Ромейки (біл. вёска Рамэйкі) — село в складі Вілейського району Мінської області, Білорусь. Село підпорядковане В'язинській сільській раді, розташоване в північній частині області.